# 聖安娜 (拉巴斯省)
聖安娜（西班牙語：Santa Ana），是洪都拉斯的城鎮，位於該國西南部，由拉巴斯省負責管轄，始建於1896年，面積207.5平方公里，海拔高度1,542米，2001年人口9,309，人口密度每平方公里44.86人。
14°4′0″N 87°57′0″W / 14.06667°N 87.95000°W